# Erskine Hawkins
Erskine Hawkins (Birmingham, 1914. július 26. – New York, 1993. november 11.) amerikai dzsessztombitás, big band vezető. Bill Johnson szaxofonossal és hangszerelővel komponálta a Tuxedo Junction című dzsessz-sztenderdet (1939). A dal a második világháború alatt lett sláger, 7. helyezett volt a lágerlistán (az 1. helyen a Glenn Miller Orchestra verziója volt).
Erskine zenekarában fellépő énekesek között volt Ida James, Delores Brown és Della Reese.

## Pályakép
Erskine Hawkinst a szülei Erskine Ramsay alabamai iparosról nevezték el, aki egy betéti számlával jutalmazta a szülőket ezért.
Az alabamai Birminghamben járt egy ipariskolába (ma az intézmény Parker High School néven ismert). A Fess Whatley által irányított zenekarban játszott, ahol számos afro-amerikai zenész volt akkor, például Duke Ellington, Lucky Millinder, Louis Armstrong és Skitch Henderson.
1936-1938 között Hawkins az „Erskine Hawkins and his 'Bama State Collegians” együttesével rögzített lemezeket. 1938-ban szerződött az RCA Victorral (Erskine Hawkins and His Orchestra).
Az 1930-as évek végén Hawkins és zenekara a Savoy Ballroom egyik házizenekara volt, felváltva szerepeltek VChick Webb zenekarával. Hawkins olyan zenekarvezetőkkel is dolgozott, mint Glenn Miller, Duke Ellington, Lionel Hampton.
1943-ban egy Hawkins-koncert botrányba torkollott arkansasi Little Rockban: 3000 afroamerikai szorult be a terembe, hogy Hawkins zenéjére táncoljon, majd elkezdték a fehér rendőröket a padlóra lökdösni. A rendőrök fegyverrel hadonásztak, megpróbálták lecsillapítani a tömeget. Miután Hawkins és emberei belekeztek a nemzeti himnuszba, a tömeg lassan megnyugodott.
Az 1940-es évek közepén RCA Victornál a legnagyobb slágereit rögzítetették.
Hawkins 1967-1993 között trombitált és zenekarvezető volt a The Concord Resort Hotel éjszakai klubjában. A New Jersey állambeli Willingboro Townshipben lévő otthonában halt meg 1993-ban 79 évesen.

## Lemezek
- 1936: Until the Real Thing Comes Along
- 1937: Way Down Upon the Swanee River
- 1939: Do You Wanna Jump, Chillun?
- 1940: Whispering Grass
- 1941: Song of the Wanderer
- 1942: Wrap Your Troubles in Dreams
- 1943: Don't Cry Baby
- 1944: Cherry
- 1945: Tippin' In
- 1946: Sneakin' Out
- 1947: Hawk's Boogie
- 1948: Gabriel's Heater
- 1949: Corn Bread
- 1950: Tennessee Waltz

## Díjak
- 1978: Erskine Hawkins egyike annak az első öt művésznek, aki bekerült az Alabama Jazz Hall of Fame-be.